# Лісні Поляни (Челябінська область)
Лісні Поляни (рос. Лесные Поляны) — селище у Нагайбацькому районі Челябінської області Російської Федерації.
Входить до складу муніципального утворення Куликовське сільське поселення. Населення становить 130 осіб (2010).

## Історія
Згідно із законом від 9 липня 2004 року органом місцевого самоврядування є Куликовське сільське поселення.

## Населення
| 2002 | 2010 |
| ---- | ---- |
| 163  | ↘130 |